# Tobias Oriwol
Tobias Oriwol (* 13. Mai 1985 in Westmount, Québec) ist ein kanadischer Schwimmer.

## Karriere
Tobias Oriwol gewann bei den Panamerikanischen Spielen 2003 zusammen mit Scott Dickens, Brian Edey und Colin Russell die Bronzemedaille in der 4 × 100-m-Freistilstaffel. Bei den Olympischen Sommerspielen 2008 in Peking belegte er im Wettkampf über 200 m Rücken den 15. Platz. Vier Jahre später bei den Olympischen Sommerspielen in London startete erneut im Wettkampf über 200 m Rücken und konnte sich um einen Platz gegenüber 2008 verbessern. Ebenfalls auf dem 14. Platz landete er im Staffelwettkampf über 4 × 200 m Freistil. Bei seiner einzigen Weltmeisterschaftsteilnahme 2011 konnte er weder über 100 noch über 200 m das Finale erreichen.